# Oplerclanis
Oplerclanis es un género de polillas de la familia Sphingidae.

## Especies
- Oplerclanis boisduvali - (Aurivillius, 1898)
- Oplerclanis rhadamistus - (Fabricius, 1781)